# Dirphya bimaculata
Dirphya bimaculata är en skalbaggsart som först beskrevs av Franz 1942.  Dirphya bimaculata ingår i släktet Dirphya och familjen långhorningar. Inga underarter finns listade i Catalogue of Life.